# أرز بري
الأرز البري (يُسمى أيضًا أرز كندا والأرز الهندي وشوفان الماء) هو أربعة أنواع من الأعشاب تُشكل جنس زيزانيا، والحبوب التي يمكن حصادها من هذه الأنواع. وكانت الحبوب قديمًا تُجمع وتؤكل في كل من أمريكا الشمالية والصين. وبينما تُعد الآن طعامًا شهيًا في أمريكا الشمالية، إلا أن الحبوب تؤكل بشكل أقل في الصين:165 حيث يتم استخدام جذع النبات كخضروات.
إن الأرز البري ليست له علاقة مباشرة بـالأرز الهندي (أرز آسيوي)، الذي ترجع جذوره البرية إلى أوريزا روفيبوجون وأوريزا نيفارا، بالرغم من أنهما من عائلتين أقارب جدًا، حيث يتشاركان قبيلة أوريزيا. وتمتلك حبوب الأرز البري غلافًا خارجيًا مطاطيًا بداخله حبة لينة لها طعم نباتي قليلاً.
تنمو هذه النباتات في المياه الضحلة في البحيرات الصغيرة والجداول المائية بطيئة الجريان، وغالبًا ما ترتفع الرأس المزهرة للأرز البري فوق الماء. وتؤكل هذه الحبوب بواسطة البط وغيره من الطيور البرية المائية، وكذلك الإنسان.

## الأنواع
ثلاثة أنواع من الأرز البري يرجع أصلها لأمريكا الشمالية:
- الأرز البري الشمالي (زيزانيا بالوستريس) هو نبات حولي يرجع أصله إلى منطقة البحيرات العظمى في أمريكا الشمالية، والمناطق المائية من مناطق الغابات الشمالية في ألبرتا وساسكاتشوان ومانيتوبا في كندا ومينيسوتا وويسكونسن وميتشيغان في الولايات المتحدة.
- الأرز البري (زيزانيا أكواتيكا)، هو أيضًا نبات حولي ينمو في نهر سانت لورانس وعلى المحيط الأطلنطي وسواحل خليج في الولايات المتحدة.
- أرز تكساس البري (زيزانيا تكسانا) هو نبات معمر لا يوجد إلا في منطقة صغيرة على طول نهر سان ماركوس في وسط ولاية تكساس.

ونوع واحد منه فقط يرجع أصله إلى آسيا:
- أزر منشوريا البري (زيزانيا لاتيفوليا؛ مرادف غير صحيح: زيزانيا كادوسيفلورا)، هو نبات معمر موطنه الصين.

أرز تكساس البري معرض لخطر الانقراض بسبب فقدان الموطن المناسب في مجموعته المحدودة وبسبب التلوث. ولا يمكن أن تنتقل حبوب لقاح أرز تكساس البري إلا لحوالي 30 بوصة بعيدًا عن النبتة الأم. وإذا لم تهبط حبوب اللقاح على زهرة أنثى متلقية داخل هذه المسافة، فلن يتم إنتاج أي بذور.[3] أزر منشوريا البري اختفى تقريبًا من البرية في مجموعته الأصلية، ولكن تم إدخاله عن طريق الخطأ في البرية في نيوزيلندا ويُعد من الأنواع المجتاحة هناك.

## استخدامه كطعام

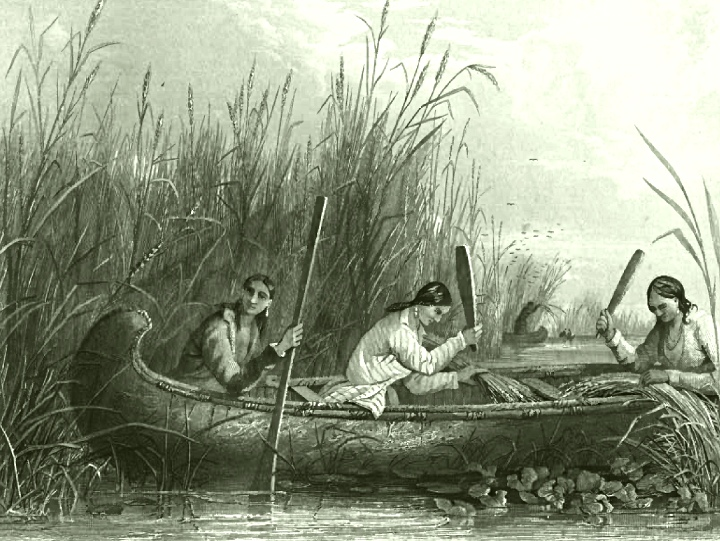
حصاد الأرز البري.

تُعد الأنواع الأكثر حصادًا مثل الحبوب هي الأنواع الحولية زيزانيا بالوستريس. الهنود الحمر وغيرهم يحصدون الأرز البري من خلال التجديف بـقارب الكانو في مجموعة من النباتات، وضرب رؤوس الحبوب الناضجة بعصي خشبية تُسمى مقارع، وذلك لـدرس الحبوب في القارب.
يوصف حجم المقارع وكذلك التفاصيل الأخرى، في قانون الدولة والقبيلة. وبموجب قانون مينيسوتا، يجب أن يكون قُطر المقارع على الأكثر 1 بوصة وطولها 30 بوصة ووزنها 1 رطل. لا يتم ضرب النباتات بالمقارع ولكنها تتطلب لا تتطلب إلا مسها برفق لتحريك الحبوب الناضجة. وتُسمي قبيلة الـأوجيبوا هذا النبات باسم manoomin ومعناها «التوت الجيد». وتسقط بعض البذور على القاع الطيني وتنبت لاحقًا في نفس العام.

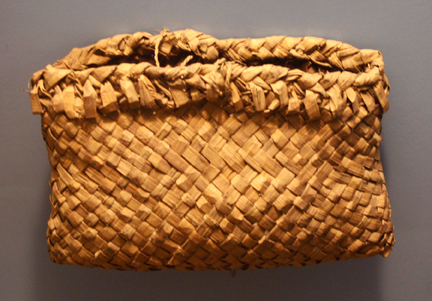
حقيبة من أرز أوجيبوا البري، مصنوع من قشرة الأرز، المتحف الأمريكي للتاريخ الطبيعي

تَعتبر العديد من الثقافات الأمريكية الأصلية، مثل الأوجيبوا، أن الأرز البري يُعد عنصرًا مقدسًا في ثقافتهم. يتم حصاد الأرز بقارب الكانو: يقوم أحد الأشخاص بنقل (أو «ضرب») الأرز حتى يقع في القارب وذلك باستخدام عصوين صغيرتين (تسميان «مقارع» أو «مدراسات») بينما يجدف الآخرون ببطء باستخدام عصا دفع. بالنسبة لهذه المجموعات، يُعد هذا الحصاد حدثًا ثقافيًا (وغالبًا اقتصاديًا) مهمًا. وقد سُميت قبيلة Omanoominii (قبيلة مينوميني الذي يُعد اسمها المحلي Mamaceqtaw، ومعناه «الشعب») على اسم هذا النبات وذلك من قبل قبيلة الأوجيبوا المجاورة لها. وقد تمت تسمية العديد من الأماكن في ولاية إيلينوي وانديانا ومانيتوبا وميتشيغان ومينيسوتا وأونتاريو وساسكاتشوان وويسكونسن على اسم هذا النبات، بما في ذلك ماهنومين، مينيسوتا، مينوموني، ويسكونسن كما أن العديد من البحيرات والمجاري المائية تحمل اسم «رايس» أو «وايلد رايس».